# 다이즈웨이
다이즈웨이(戴志偉, 대지위, 본명은 戴誌衛, 영문명은 Andy Dai, 1956년 4월4일 ~ )는 중화인민공화국 홍콩 특별행정구의 영화배우, 텔레비전 연기자이다.

## 생애
1979년 영화 《임아진노로어하해(林亞珍老虎魚蝦蟹)》의 단역을 통하여 영화배우 데뷔하였고 1981년부터는 텔레비전 드라마에도 출연하기 시작하였다.